# Klaus Achenbach (Verwaltungsjurist)
Klaus Achenbach (* 29. Januar 1941 in Bergneustadt) ist ein deutscher Verwaltungsjurist. Er war von 1998 bis 2002 Staatssekretär im Bundesministerium für Arbeit und Sozialordnung.

## Leben

### Ausbildung
Achenbach absolvierte 1960 das Abitur in Gummersbach und studierte Rechtswissenschaften in Bonn, München und Köln. Das erste juristische Staatsexamen legte er 1965 ab. Das Referendariat machte er von 1965 bis 1970 im Oberlandesgerichtsbezirk Köln und legte das zweite juristische Staatsexamen 1970 ab. Er wurde 1972 mit einer Arbeit über „Recht, Staat und Kirche bei Wilhelm Kahl“ an der Universität Regensburg zum Dr. jur. promoviert. Zeitweise war er auch Verwalter der Dienstgeschäfte eines wissenschaftlichen Assistenten an der Universität Regensburg.

### Laufbahn und Wirken
Klaus Achenbach begann seine Laufbahn 1971 als Finanzassessor in der Finanzverwaltung des Landes Nordrhein-Westfalen, zuletzt bis 1973 als Sachgebietsleiter. Von 1973 bis 1976 arbeitete er bei der SPD-Bundestagsfraktion als Referent für Wirtschaftspolitik.
Er trat 1977 in den Dienst des Bundesministeriums für Arbeit und Sozialordnung, wo er von 1977 bis 1978 das Ministerbüro von Bundesminister Herbert Ehrenberg (SPD) leitete. Im Anschluss war er von 1978 bis 1979 Leiter Unterabteilung Arbeitsförderung, Arbeitslosenversicherung, von 1979 bis 1982 Leiter der Unterabteilung Gesellschafts-, wirtschafts- und finanzpolitische Fragen der Sozialpolitik, von 1982 bis 1983 Leiter der Unterabteilung Rentenversicherung, von 1983 bis 1986 Leiter der Unterabteilung Gesundheit und von 1986 bis 1995 Leiter der Unterabteilung Rentenversicherung. Im Jahr 1996 avancierte er zum Leiter der Abteilung Arbeitsrecht und Arbeitsschutz, welche er bis 1998 leitete.
Mit Wirkung vom 30. Oktober 1998 wurde Achenbach unter Bundesminister Walter Riester (SPD) zum Staatssekretär im Bundesministerium für Arbeit und Sozialordnung ernannt. Im Jahr 2002 schied es aus dem Amt aus.